# Shōji (imię)
Shōji (jap. しょうじ, ショウジ)) – męskie imię japońskie, używane jest także jako nazwisko.

## Możliwa pisownia
Shōji można zapisać używając wielu różnych znaków kanji:
jako imię
- 翔二, „latać, dwa”[1]
- 昭二, „jaskrawy/świetlisty, dwa”
- 彰二, jasny/oczywisty, dwa”
- 昌二
- 正治, „regularny, rządzić”

jako nazwisko
- 庄司
- 正寺
- 東海林
- 小路
- 小路
- 將司
- 正路
- 勝治
- 小司
- 東海枝
- 正示

## Znane osoby
o imieniu Shōji
- Shōji Hamada (庄司), japoński garncarz
- Shoji Hashimoto (昌二), japoński gracz go
- Shōji Jō (彰二), były japoński piłkarz
- Shoji Gatō (招二), japoński pisarz
- Shōji Kawamori (正治), japoński twórca anime
- Shōji Meguro (将司), japoński kompozytor muzyki do gier komputerowych
- Shōji Nishio (昭二), japoński mistrz sztuk walki, twórca odmiany aikido – aikido nishio

o nazwisku Shōji
- Yuki Shōji (庄司), japońska siatkarka grająca jako środkowa

## Fikcyjne postacie
- Shōji (将児), bohater serialu tokusatsu Gosei Sentai Dairanger
- Shōji Aizawa (庄次), bohater mangi i anime Beelzebub
- Shōji Endō (章司), bohater mangi i anime NANA